# 꼬이

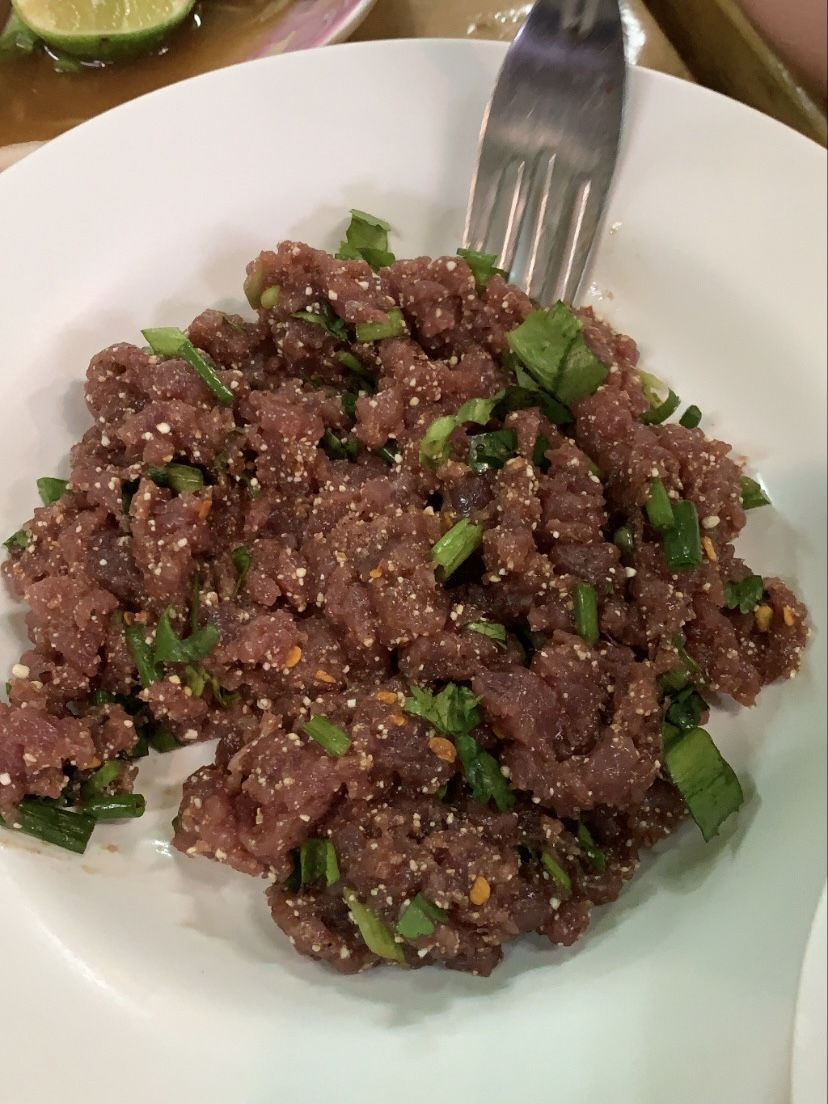
태국의 꼬이 느아(쇠고기 꼬이)

꼬이(라오어: ກອ້ຍ, 태국어: ก้อย)는 라오스의 날고기나 날생선 무침 요리다. 라오스계 사람들이 많이 사는 태국의 이산 지역에서도 즐겨 먹는다. 날고기나 날생선 외에 들어가는 재료는 허브(고수, 민트, 파, 고추, 빠 댁(어장), 쿠어 카우(볶은찹쌀가루) 등이 있다.

## 이름
라오스어 "꼬이(ກ້ອຍ)"는 "회(膾)"와 어원이 같은 동원어다.

## 종류
- 꼬이 빠(ກອ້ຍປາ): 생선 꼬이

## 같이 보기
- 회무침
- 플라
- 플리어 삿 꼬